# Bierteig
Bierteig ist ein dickflüssiger Backteig, der zum Ausbacken von Fisch, Gemüse, Obst oder seltener auch kleinen Fleischstücken verwendet wird. Auch süße Speisen wie Beignets werden mit Bierteig hergestellt.
Der Teig wird aus Mehl und nach Geschmack hellem oder dunklem Bier hergestellt. Er muss kein Ei enthalten, wird jedoch eine besondere Knusprigkeit gewünscht, kann ein Ei oder ein Eigelb untergerührt werden. Das Hinzufügen von zu Eischnee geschlagenem Eiweiß macht das Ausgebackene voluminöser und luftiger. Gewürzt wird der Teig pikant mit Salz und Pfeffer oder süß mit Vanille oder Zimt, auch weitere Zutaten wie Sesamkörner, Mohnsamen oder Kokosflocken können hinzugefügt werden.
Der Teig sollte flüssig, aber nicht suppenartig dünn sein, damit er an dem vorher in Mehl gewendeten Backgut haften bleibt. Die mit Teig ummantelten Stücke werden in heißem geschmacksneutralem Fett ausgebacken und noch warm serviert.